# Tomislav Marić
Tomislav Marić (* 28. Januar 1973 in Heilbronn, Deutschland) ist ein ehemaliger kroatischer Fußballspieler und -trainer.

## Spielerkarriere

### Verein
Marić ist der Bruder des Fußballprofis Marijo Marić. Er begann als Kind beim TSV Talheim mit dem Fußballspielen und kam über den ESV Heilbronn und den VfR Heilbronn zu der SpVgg 07 Ludwigsburg, mit der er 1994 die Qualifikation für die Fußball-Regionalliga schaffte. Marić wechselte daraufhin zum Karlsruher SC, für den er am 7. Oktober 1994 im Auswärtsspiel bei Eintracht Frankfurt in der Fußball-Bundesliga debütierte. Nach Stationen in der zweiten Liga bei der SG Wattenscheid 09 und den Stuttgarter Kickers, bei denen Marić mit 21 Toren in der Saison 1999/2000 Torschützenkönig der zweiten Bundesliga wurde, wechselte er 2000 zum Bundesligisten VfL Wolfsburg.
In der Bundesligasaison 2001/02 stellte er den Rekord von Lothar Emmerich ein, indem er an vier aufeinanderfolgenden Spieltagen jeweils einen Doppelpack erzielte. Mit Ausnahme einer Ausleihe zu Borussia Mönchengladbach im ersten Halbjahr 2004 spielte er in der Autostadt. Beim VfL kam der Torjäger auch in der damals als Amateurteam firmierenden 2. Mannschaft zum Einsatz. Im Sommer 2005 wechselte er zum japanischen Klub Urawa Red Diamonds, spielte dort aber nur bis Ende des Jahres und kehrte im Januar 2006 nach Deutschland zurück. Damals unterschrieb er beim Regionalligisten TSG 1899 Hoffenheim einen Vertrag bis 2009 und wurde Stammspieler der Mannschaft, die er dann zum Aufstieg in die 2. Fußball-Bundesliga führte. In der Saison 2007/08 war Marić nur noch als Stand-by-Profi im Spielerkader und erhielt einen Anschlussvertrag im Trainerstab.

### Nationalmannschaft
In den Jahren 2002 und 2003 spielte Marić neun Mal für die kroatische Fußballnationalmannschaft und erzielte dabei zwei Tore. Damals kam er auch in fünf Spielen der EM-Qualifikation zum Einsatz und schoss ein Tor im 4:0-Heimsieg der kroatischen Mannschaft gegen Belgien.

## Trainer- und Scoutkarriere
Von der Saison 2008/09 bis zur Spielzeit 2009/10 gehörte er als Co-Trainer zum festen Trainerstab der TSG Hoffenheim. Im Sommer 2011 wurde er Scout beim VfB Stuttgart. Am 26. August 2013 wurde er neben Alfons Higl zum Co-Trainer des neuen Cheftrainers Thomas Schneider berufen. Am 9. März 2014 wurde er aufgrund einer anhaltenden Negativserie zusammen mit Cheftrainer Thomas Schneider und seinem Co-Trainerkollegen Alfons Higl von seinen Aufgaben freigestellt.
Von Januar 2015 bis Juni 2016 war er Cheftrainer beim slowakischen Erstligisten DAC Dunajská Streda. Seither lebt Marić wieder in seiner Geburtsstadt Heilbronn.

## Statistik

### Bundesligaspiele
- 85 für den VfL Wolfsburg (31 Tore)
- 07 für Borussia Mönchengladbach (1 Tor)
- 04 für den Karlsruher SC